# 레이 클레이스터르스
레오 알버르트 요저프 "레이" 클레이스터르스(네덜란드어: Leo Albert Jozef "Lei" Clijsters; 1956년 11월 6일, 림뷔르흐 주 오피터르 ~ 2009년 1월 4일, 림뷔르흐 주 흐뢰이트로더)는 벨기에의 전 프로 축구 선수로, 현역 시절 중앙 수비수로 활약했다.
현역 시절, 중앙 옆면 수비수는 주로 메헬렌에서 활동했는데, 이 구단 소속으로 유러피언 컵위너스컵과 유러피언 슈퍼컵을 들어올렸다. 그는 벨기에 국가대표팀에서도 활동했는데, 테니스 선수들인 킴과 엘커 클레이스터르스의 아버지이기도 하다.

## 클럽 경력
레이 클레이스터르스는 1956년 11월 6일, 오피터르에서 출생했고, 고향 오피터르에서 축구를 시작했다. 이후, 그는 클뤼프 브뤼허에서 활약했지만, 2년 동안 별 다른 성과를 올리지 못하고 떠났다. 그는 미드필더로 성인 무대에 첫선을 보였다. 이후, 클레이스터르스는 통에런, 파트로 에이스던, 토르 바터르스헤이, 메헬렌, 그리고 리에주를 두루 거쳤다. 그는 메헬렌 시절 1987년 벨기에컵을 우승했고, 이듬해에는 유러피언 컵위너스컵 우승을 쟁취했고, 이어지는 유러피언 슈퍼컵도 석권했다. 그는 주장으로 참가한 대회의 1988-89 시즌에 벨기에 리그를 우승했다.
1988년, 클레이스터르스는 리그 최우수 선수로서 벨기에 골든 슈의 주인공이 되었고, 리에주에서 거의 37세가 되어 은퇴했다. 은퇴 직후, 그는 전 소속 구단인 파트로 에이스던에서 감독일을 시작했고, 이후 헨트, 롬멀(1998년 7월 ~ 12월), 디스트(1999년 ~ 2000년, 2000년 11월 ~ 2001년 6월 2회), 그리고 메헬렌(2000년 7월 ~ 11월)의 사령탑을 역임했다. 클레이스터르스는 디아도라의 협찬을 받았다.
이후, 그는 테니스 선수가 된 딸 킴을 지도했다. 2007년 10월, 딸의 은퇴 후, "레이"는 3부 리그의 통에런 감독이 되었는데, 이 구단도 그가 선수 시절 몸담았었다. 그는 2008년 1월에 그의 가족이 그가 중병을 앓고 있다는 사실을 밝히면서 퇴임했다. 자세한 병세는 비밀에 부쳐졌지만, 2월에 벨기에의 언론에서 그가 흑색종 전이로 투병중임을 보도했고, 병세가 호전되지 않는다고도 알려졌다.

## 국가대표팀 경력
클레이스터르스는 벨기에 국가대표팀 경기에 40번 출전했고, 유로 1984와 1986년과 1990년 월드컵에 참가했다.
1986년 월드컵에서 벨기에는 4강 신화를 이룩했는데, 그는 이 대회에서 단 2경기만 출전했다.(1경기는 2-1로 이긴 이라크와의 조별 리그 경기로 교체로 투입되었고, 다른 한 경기는 4-3으로 이긴 소련과의 16강전 명승부였다.
클레이스터르스는 1990년 대회에서 대한민국전(2-0 승)과 우루과이전(3-1 승, 머리로 선제골도 기록), 그리고 잉글랜드전(연장전 끝에 0-1로 패배)에 출전했다.

## 사생활
클레이스터르스는 엘스 판더케츠베이크를 1982년에 배우자로 맞이하여 2005년까지 함께했다.

## 최후
2009년 1월 4일, 레오 클레이스터르스는 향년 52세로 투병 끝에 영면에 들었다. 그의 부고 소식에, "헤트 라스터 니우스"를 비롯한 벨기에 언론은 그가 흑색종 재발로 투병하고 있었으며, 폐와 다른 기관으로 전이되었는데, 그는 앞서 25년 전에도 같은 문제를 겪은 것으로 밝혀졌다.

## 수상
메헬렌
- 벨기에 프로 리그: 1988–89
- 벨기에 컵
  - 우승: 1986–87
  - 준우승: 1990–91, 1991–92[12]
- 유러피언 컵위너스컵: 1987–88
- 유러피언 슈퍼컵: 1988
- 암스테르담 투르노이: 1989[13]
- 트로페우 주안 감페르: 1989[14]
- 트로페 쥘 파파에르: 1990[15]

벨기에
- 월드컵 4위: 1986[16]

개인
- 벨기에 골든 슈: 1988[17]
- 플라티나 11(골든 슈 수상자 50주년 수상자 선수단, 2003)[18]